# La Grande Dorsale
La Grande Dorsale är en bergstopp i Antarktis. Den ligger i Östantarktis. Frankrike gör anspråk på området. Toppen på La Grande Dorsale är 25 meter över havet.
Terrängen runt La Grande Dorsale är platt åt sydost, men åt sydväst är den kuperad. Havet är nära La Grande Dorsale norrut. Trakten är glest befolkad. Närmaste befolkade plats är Dumont d'Urville Station, 0,67 kilometer nordväst om La Grande Dorsale.